# パウロ・ロンドラ

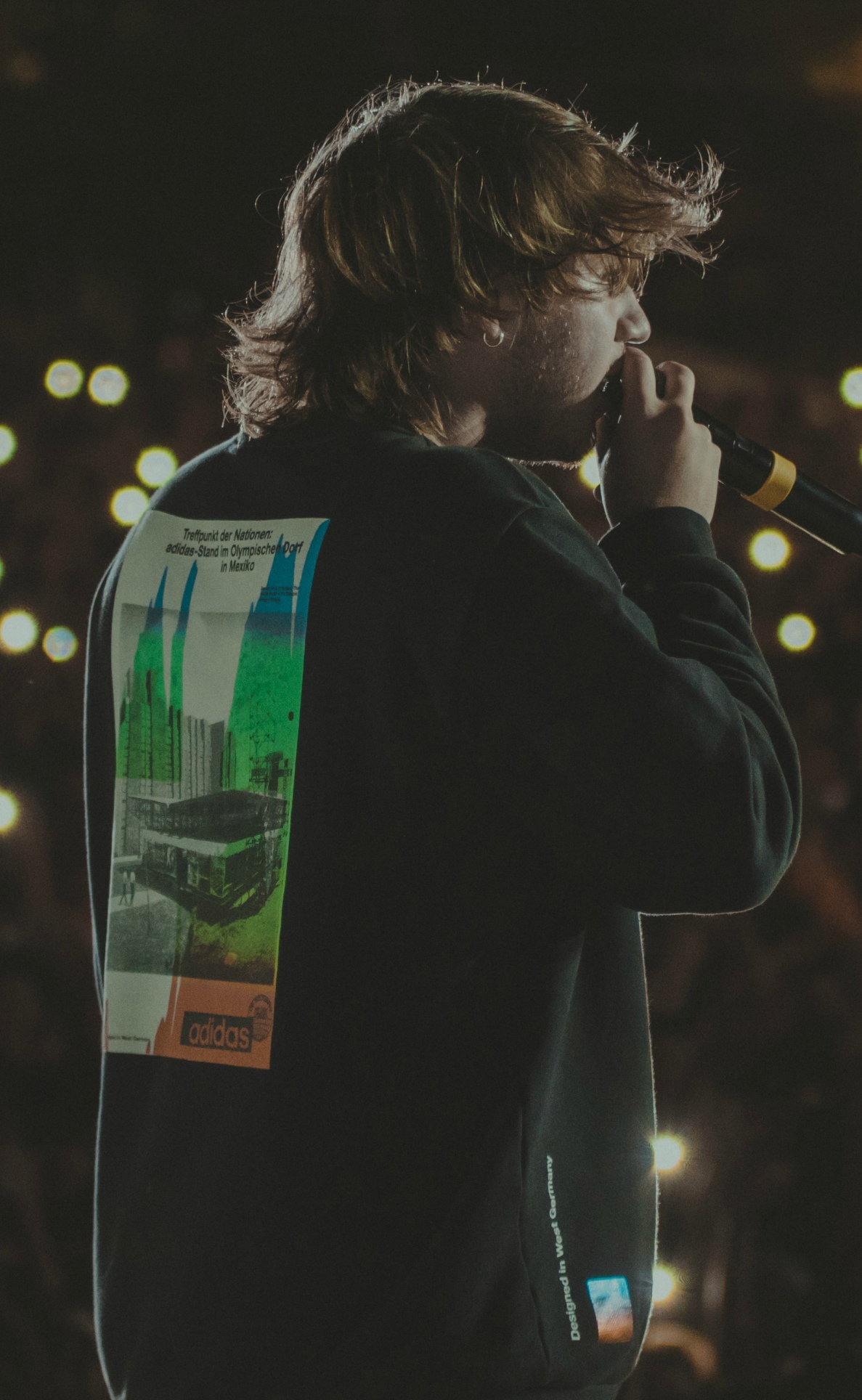
パウロ・ロンドラ

パウロ・ロンドラ（Paulo Londra、1998年4月12日 - ）として知られているパウロ・エゼキエル・ロンドラ・ファリアス（Paulo Ezequiel Londra Farías）は、アルゼンチン、コルドバ出身の歌手。

## 伝記
ヒップホップへの彼の興味はエミネム主演の映画「8マイル」彼の姉妹からの推薦による。 この映画について、Londraは次のように述べている。 
«その文化の中で白人がどのように尊敬されるようにされたかに驚きました。私は一連の状況に直面しなければなりませんでした。私は彼のようになりたかった、私はエミネムにそれを持っている».
 彼はラップの戦いに参加し、15歳で彼はフリースタイルの競技会に参加した。 彼が勝ったEl QuintoEscalónの戦いに出場したとき、彼は名声を得た。

### 音楽の経歴
彼は「リラックス」、彼の最初のシングルをリリースしたとき、彼は2017年1月に彼の音楽のキャリアを始めた数ヶ月後に年のアルゼンチンのヒットとして位置付けた。それ以来、彼は作曲を始め、歌をリリースし続けた。彼らの始まりは他の都市の解説者に似ていたが、他のアーティストとは異なり、ロンドラは彼らの歌の中に暴力、侮辱 、麻薬などの触れる問題を避ける。
彼は多国籍のレコード会社から契約を受けたが、その申し出を拒否した。2017年10月に、彼はドラムとBig LigasレーベルでプロデューサーのOvyと仕事をするためにコロンビアを訪れた。

## ディスコグラフィー
- Homerum [9]